# Vitalij Ginsburg
Vitalij Lasarevitj Ginsburg (russisk: Вита́лий Ла́заревич Ги́нзбург, tr. Vitálij Lásarevitj Gínsburg; født 4. oktober 1916, død 8. november 2009) var en russisk Nobelpristagende fysiker.
Han modtog Nobelprisen i fysik 2003 sammen med Aleksej A. Abrikosov og Anthony Leggett.